# Паїсій (Шинкарьов)
Шинкарьов Віктор Сергійович (також Паїсій, нар. 8 січня 1988, Феодосія, Кримська область, УРСР) — проросійський український церковний діяч, архієпископ Костянтинівський за версією РПЦвУ, вікарій Горлівської єпархії УПЦ МП, архієпископ Костянтинівський (13 червня 2021 — 23 вересня 2023). Громадянин Росії, позбавлений громадянства України 2022 року, фігурант центру Миротворець.

## Життєпис
Закінчив Таврійську духовну семінарію (УПЦ МП) та Афінський університет, факультет соціального служіння.
2013 року висвячений в диякона єпископом Горлівським і Слов'янським Митрофаном Нікітіним, висвячений у священника та став працювати кліриком Богоявленського кафедрального собору Горлівки.
2014 року став працювати настоятелем Благовіщенського храму в Горлівці. Після того, як храм було зруйновано артилерійським ударом військ Росії, повернувся працювати до Богоявленського собору. Згодом підтримав окупаційні війська РФ і лишився працювати на окупованій території.
2015 — пострижений у ченці з іменем Паїсій митрополитом Горлівським і Слов'янським Митрофаном Нікітіним. 2016 року став керівником Місіонерського відділу Горлівської єпархії УПЦ МП.
У 2016—2017 роках був викладачем курсу історії християнської церкви на гуманітарному факультеті Горлівського інституту іноземних мов.
2019 — став благочинним Олександро-Невського округу Слов'янська.
2021 року синод РЦПвУ обрав Шинкарьова єпископом Костянтинівським, вікарієм Горлівської єпархії УПЦ МП.
2022 року Онуфрій підвищив Шинкарьова до сану архієпископа.

## Трудова діяльність
Настоятель Свято-Миколаївського храму УПЦ МП в Горлівці.

## Погляди
Посібник російських окупантів, прихильник терористичного угруповання ДНР. Зокрема, він освячував приміщення «поліції» окупантів у Горлівці.
Займається поширення наративів кремлівської пропаганди, виправдовує російську агресію проти України. Противник визнання ПЦУ.

## Санкції
2023 року проти Шинкарьова запроваджено санкції РНБО терміном на п'ять років. Указом президента Зеленського Шинкарьова було позбавлено громадянства України. Сам Шинкарьов намагався оскаржити це рішення в суді.